# 404 v. Chr.
Portal Geschichte | Portal Biografien | Aktuelle Ereignisse | Jahreskalender | Tagesartikel

◄ |
6. Jahrhundert v. Chr. |
5. Jahrhundert v. Chr. |
4. Jahrhundert v. Chr. |
►

◄ | 420er v. Chr. | 410er v. Chr. | 400er v. Chr. | 390er v. Chr. |
380er v. Chr. |
►

◄◄ | ◄ | 407 v. Chr. | 406 v. Chr. | 405 v. Chr. | 404 v. Chr. |
403 v. Chr. |
402 v. Chr. |
401 v. Chr. |
► |
►►

## Ereignisse

### Politik und Weltgeschehen

#### Perserreich
- Nach dem Tod des persischen Großkönigs Dareios II. wird sein Sohn Artaxerxes II. Herrscher des Achämenidenreiches. Dessen jüngerer Bruder Kyros der Jüngere will sich mit der Nachfolgeregelung nicht abfinden und sammelt Truppen für einen Aufstand gegen Artaxerxes.
- Amyrtaios nutzt die Wirren im Machtkampf um die Nachfolge Dareios’ und löst Ägypten aus dem Perserreich. Er wird zum ersten und einzigen Herrscher der 28. Dynastie. Er errichtet seine Herrschaft vom Nildelta aus, wird jedoch nicht in ganz Ägypten als Pharao anerkannt.

#### Griechenland
- Das ausgehungerte Athen kapituliert im Peloponnesischen Krieg vor dem spartanischen Admiral Lysander. Sparta wird griechische Hegemonialmacht.
- August: In Athen beginnt die acht Monate währende Herrschaft der Dreißig.

### Wissenschaft und Technik
- Das erste Regierungsjahr (404 bis 403 v. Chr.) des achämenidischen Königs Artaxerxes II. beginnt am 1. Nisannu.
- Im babylonischen Kalender fällt der Jahresbeginn des 1. Nisannu auf den 4.–5. April[1]; der Vollmond im Nisannu auf den 18.–19. April[1] und der 1. Tašritu auf den 28.–29. September[1].

Sonnenfinsternis am 3. September 404 v. Chr.

- 3. September: Sonnenfinsternis des Ennius

## Geboren
- 404/403 v. Chr.: Ariarathes I., Herrscher von Kappadokien († 322 v. Chr.)

## Gestorben
- Alkibiades, athenischer Politiker und Feldherr
- Dareios II., persischer Großkönig
- Eukrates, athenischer Feldherr
- Hippias von Thasos, athenischer Bürger und Opfer der Herrschaft der Dreißig
- Nikeratos, athenischer Bürger und Opfer der Herrschaft der Dreißig
- Strombichides, athenischer Politiker und Admiral
- Theramenes, athenischer Politiker und Opfer der Herrschaft der Dreißig
- Xenophon von Ikaria, Opfer der Herrschaft der Dreißig